# Тригонометричний пункт

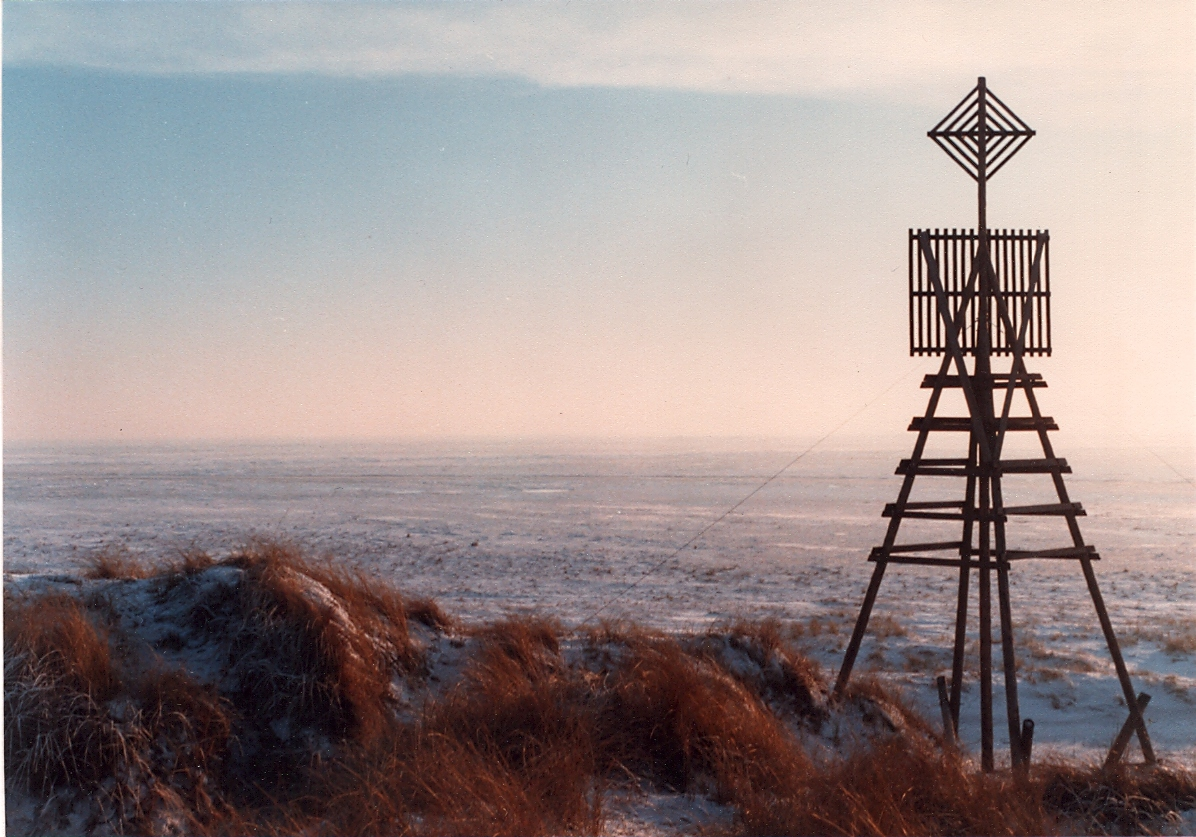
Тригонометричний пункт

Тригонометричний пункт, тригопункт — геодезичний пункт, планові координати якого визначені тригонометричними методами.

## Загальний опис
Цей термін не є офіційним. Це професійний збірний термін в геодезії для відділення поняття планового геодезичного пункту, визначеного тригонометричними методами, від висотного, астрономічного та інших, оскільки призначення останніх інше.
Для визначення координат можуть використовуватися способи тріангуляції, полігонометрії, трилатерації, або їх поєднання (лінійно-кутова мережа, комбінована мережа). Для тригопунктів також визначається висотна відмітка, яка визначається шляхом тригонометричного або геометричного нівелювання.
Пункти є складовою частиною, об'єктом, геодезичної мережі. Розташовуються на певній відстані від сусідніх тригопунктів (залежно від класу мережі) і, по можливості, на високому місці, для забезпечення кругового огляду з пункту (для подальшого розвитку мережі і спостереження нових пунктів у різноманітних напрямах, якщо в цьому виникне необхідність). Тому найбажанішими місцями установки є вершини пагорбів, сопок, гір, аж до найвищих піків.
Служить вихідною точкою для інших геодезичних (топографічних) визначень на місцевості: визначення координат і висот будь-яких об'єктів, побудови та розвитку геодезичних мереж відповідної точності або мереж нижчих класів і розрядів.
Є координатною основою для створення топографічних карт будь-яких масштабів. На карті позначається трикутником з крапкою в центрі, з проставленою поруч відміткою висоти над рівнем моря.
У реперів зазвичай визначена тільки відмітка висоти, оскільки його конструкція призначена для нівелювання. Біля пунктів тріангуляції зазвичай відомі координати, а відмітки немає. Буває, що їх поєднують, але не завжди.